# Антонио Яни
Антонио Яни (на италиански: Antonio Janni) е бивш италиански футболист, полузащитник и треньор.

## Кариера
По време на кариерата си като футболист играе само за Торино и Варезе. Бивш национал на Италия, с които печели бронзов медал на летните олимпийски игри от 1928 г. Като треньор прекарва време отново в Торино и Варезе.

## Отличия

### Футболист

#### Отборни
Торино
- Серия А: 1927/28
- Копа Италия: 1935/36

#### Международни
Италия
- Централноевропейска купа: 1927/30
- Бронзов медал: 1928

### Треньор
Торино
- Серия А: 1942/43
- Копа Италия: 1942/43

Варезе
- Серия Ц: 1938/39, 1941/42